# Vineyard Lake
Vineyard Lake – jednostka osadnicza w Stanach Zjednoczonych, w stanie Michigan, w hrabstwie Jackson.